# Mine d'Andina
La mine d'Andina ou mine de Sur Sur est une mine à ciel ouvert de cuivre située au Chili à 65 km au nord-est de Santiago. Elle est composée de deux parties la mine de Los Bronces, ou mine de La Disputada détenue à 50,1 % par Anglo American, à 20,4 % par Mitsubishi et à 29,3 % par une coentreprise entre Codelco et Mitsui. L'autre partie appartenant à Codelco.

## Histoire
En 1960, avec le rachat de la minière du M'Zaïta par la société minière et métallurgique de Peñarroya, la mine de Los Bronces passe sous le contrôle de cette dernière. En 1988, la mine est alors cédée à Exxon, qui vend sa participation en 2002 à Anglo American.